# Metazygia vaupes
Metazygia vaupes là một loài nhện trong họ Araneidae.
Loài này thuộc chi Metazygia. Metazygia vaupes được Herbert Walter Levi miêu tả năm 1995.